# NiedersachsenBahn
Die NiedersachsenBahn GmbH & Co. KG ist ein Eisenbahnverkehrsunternehmen (EVU), die Betriebsgesellschaft für die metronom Eisenbahngesellschaft ist. Sie ist ein Gemeinschaftsunternehmen der privaten Osthannoversche Eisenbahnen AG (60 %) aus Celle und der staatlichen Eisenbahnen und Verkehrsbetriebe Elbe-Weser GmbH (40 %) aus Zeven.
Der Sitz der Firma befindet sich ebenfalls in Celle.